# Agrostis szechuanica
Agrostis szechuanica é uma espécie de gramínea do gênero Agrostis, pertencente à família Poaceae.